# Copa do Mundo de Ginástica Rítmica de 2024
O circuito Copa do Mundo da FIG de Ginástica Rítmica de 2024 é uma série de competições oficialmente organizadas e promovidas pela Federação Internacional de Ginástica.

## Formatos
| Copa do Mundo    |                           |          |                     |
| Data             | Evento                    | Local    | Tipo                |
| 22 a 24 de março | Copa do Mundo FIG de 2024 | Atenas   | Individual e grupos |
| 12 a 14 de abril | Copa do Mundo FIG de 2024 | Sófia    | Individual e grupos |
| 19 a 21 de abril | Copa do Mundo FIG de 2024 | Baku     | Individual e grupos |
| 26 a 28 de abril | Copa do Mundo FIG de 2024 | Tashkent | Individual e grupos |
| 21 a 23 de julho | Copa do Mundo FIG de 2024 | Milão    | Individual e grupos |

| Copa do Mundo Challenge |                              |             |                     |
| 10 a 12 de maio         | FIG World Challenge Cup 2024 | Portimão    | Individual e grupos |
| 26 a 28 de junho        | FIG World Challenge Cup 2024 | Jerusalém   | Individual e grupos |
| 12 a 14 de julho        | FIG World Challenge Cup 2024 | Cluj Napoca | Individual e grupos |

## Medalhistas

### Geral

#### Individual
| Competições             | Ouro               | Prata              | Bronze         |
| ----------------------- | ------------------ | ------------------ | -------------- |
| Copa do Mundo           |                    |                    |                |
| Atenas                  | Elvira Krasnobaeva | Eva Brezalieva     | Alina Harnasko |
| Sófia                   | Boryana Kaleyn     | Stiliana Nikolova  | Daria Atamanov |
| Baku                    | Darja Varfolomeev  | Elvira Krasnobaeva | Sofia Raffaeli |
| Tashkent                | Darja Varfolomeev  | Takhmina Ikromova  | Boryana Kaleyn |
| Milão                   |                    |                    |                |
| Copa do Mundo Challenge |                    |                    |                |
| Portimão                | Darja Varfolomeev  | Alina Harnasko     | Alba Bautista  |
| Cluj Napoca             |                    |                    |                |

#### Grupo
| Competições             | Ouro    | Prata  | Bronze     |
| ----------------------- | ------- | ------ | ---------- |
| Copa do Mundo           |         |        |            |
| Atenas                  | Israel  | China  | Itália     |
| Sófia                   | Israel  | Itália | Bulgária   |
| Baku                    | Espanha | Itália | Azerbaijão |
| Tashkent                | China   | França | Polónia    |
| Milão                   |         |        |            |
| Copa do Mundo Challenge |         |        |            |
| Portimão                | Espanha | Brasil | França     |
| Cluj Napoca             |         |        |            |

### Aparelhos

#### Arco
| Competições             | Ouro               | Prata             | Bronze           |
| ----------------------- | ------------------ | ----------------- | ---------------- |
| Copa do Mundo           |                    |                   |                  |
| Atenas                  | Elvira Krasnobaeva | Sofia Raffaeli    | Liliana Lewińska |
| Sófia                   | Daria Atamanov     | Stiliana Nikolova | Sofia Raffaeli   |
| Baku                    | Darja Varfolomeev  | Sofia Raffaeli    | Eva Brezalieva   |
| Tashkent                | Takhmina Ikromova  | Darja Varfolomeev | Boryana Kaleyn   |
| Milão                   |                    |                   |                  |
| Copa do Mundo Challenge |                    |                   |                  |
| Portimão                | Darja Varfolomeev  | Milana Parfilova  | Alina Harnasko   |
| Cluj Napoca             |                    |                   |                  |

#### Bola
| Competições             | Ouro              | Prata             | Bronze              |
| ----------------------- | ----------------- | ----------------- | ------------------- |
| Copa do Mundo           |                   |                   |                     |
| Atenas                  | Daniela Munits    | Sofia Raffaeli    | Eva Brezalieva      |
| Sófia                   | Stiliana Nikolova | Takhmina Ikromova | Daria Atamanov      |
| Baku                    | Darja Varfolomeev | Eva Brezalieva    | Taisiia Onofriichuk |
| Tashkent                | Takhmina Ikromova | Darja Varfolomeev | Margarita Kolosov   |
| Milão                   |                   |                   |                     |
| Copa do Mundo Challenge |                   |                   |                     |
| Portimão                | Alina Harnasko    | Erika Zhailauova  | Ekaterina Vedeneeva |
| Cluj Napoca             |                   |                   |                     |

#### Maças
| Competições             | Ouro              | Prata               | Bronze                |
| ----------------------- | ----------------- | ------------------- | --------------------- |
| Copa do Mundo           |                   |                     |                       |
| Atenas                  | Wang Zilu         | Elvira Krasnobaeva  | Eva Brezalieva        |
| Sófia                   | Sofia Raffaeli    | Boryana Kaleyn      | Viktoriia Onopriienko |
| Baku                    | Sofia Raffaeli    | Taisiia Onofriichuk | Darja Varfolomeev     |
| Tashkent                | Darja Varfolomeev | Takhmina Ikromova   | Nataliya Usova        |
| Milão                   |                   |                     |                       |
| Copa do Mundo Challenge |                   |                     |                       |
| Portimão                | Darja Varfolomeev | Alina Harnasko      | Ekaterina Vedeneeva   |
| Cluj Napoca             |                   |                     |                       |

#### Fita
| Competições             | Ouro              | Prata               | Bronze              |
| ----------------------- | ----------------- | ------------------- | ------------------- |
| Copa do Mundo           |                   |                     |                     |
| Atenas                  | Alina Harnasko    | Elvira Krasnobaeva  | Vera Tugolukova     |
| Sófia                   | Stiliana Nikolova | Daria Atamanov      | Taisiia Onofriichuk |
| Baku                    | Darja Varfolomeev | Elvira Krasnobaeva  | Taisiia Onofriichuk |
| Tashkent                | Darja Varfolomeev | Takhmina Ikromova   | Liliana Lewinska    |
| Milão                   |                   |                     |                     |
| Copa do Mundo Challenge |                   |                     |                     |
| Portimão                | Darja Varfolomeev | Ekaterina Vedeneeva | Milana Parfilova    |
| Cluj Napoca             |                   |                     |                     |

#### 5 Arcos
| Competições             | Ouro    | Prata   | Bronze     |
| ----------------------- | ------- | ------- | ---------- |
| Copa do Mundo           |         |         |            |
| Atenas                  | Itália  | Israel  | China      |
| Sófia                   | Israel  | Espanha | México     |
| Baku                    | Japão   | Itália  | Azerbaijão |
| Tashkent                | China   | Polónia | Alemanha   |
| Milão                   |         |         |            |
| Copa do Mundo Challenge |         |         |            |
| Portimão                | Espanha | Brasil  | França     |
| Cluj Napoca             |         |         |            |

#### 3 Fitas e 2 Bolas
| Competições             | Ouro    | Prata       | Bronze  |
| ----------------------- | ------- | ----------- | ------- |
| Copa do Mundo           |         |             |         |
| Atenas                  | Polónia | Itália      | China   |
| Sófia                   | Israel  | Bulgária    | Polónia |
| Baku                    | Japão   | Espanha     | Itália  |
| Tashkent                | França  | Uzbequistão | Polónia |
| Milão                   |         |             |         |
| Copa do Mundo Challenge |         |             |         |
| Portimão                | Brasil  | México      | Espanha |
| Cluj Napoca             |         |             |         |

## Quadro geral de medalhas
| Pos.                | País                        | Ouro | Prata | Bronze | Total |
| ------------------- | --------------------------- | ---- | ----- | ------ | ----- |
| 1                   | Alemanha                    | 11   | 2     | 3      | 16    |
| 2                   | Israel                      | 6    | 2     | 2      | 10    |
| 3                   | Bulgária                    | 5    | 10    | 6      | 21    |
| 4                   | Itália                      | 3    | 7     | 4      | 14    |
| 5                   | Espanha                     | 3    | 2     | 2      | 7     |
| 6                   | China                       | 3    | 1     | 2      | 6     |
| 7                   | Uzbequistão                 | 2    | 5     | 1      | 8     |
| 8                   | Atletas Neutros Autorizados | 2    | 2     | 2      | 6     |
| 9                   | Japão                       | 2    | 0     | 0      | 2     |
| 10                  | Brasil                      | 1    | 2     | 0      | 3     |
| 11                  | Polónia                     | 1    | 1     | 5      | 7     |
| 12                  | França                      | 1    | 1     | 2      | 4     |
| 13                  | Cazaquistão                 | 0    | 2     | 1      | 3     |
| 14                  | Ucrânia                     | 0    | 1     | 4      | 5     |
| 15                  | Eslovénia                   | 0    | 1     | 2      | 3     |
| 16                  | México                      | 0    | 1     | 1      | 2     |
| 17                  | Azerbaijão                  | 0    | 0     | 2      | 2     |
| 18                  | Chipre                      | 0    | 0     | 1      | 1     |
| Total (18 entradas) | Total (18 entradas)         | 40   | 40    | 40     | 120   |